# Tiorredoxina

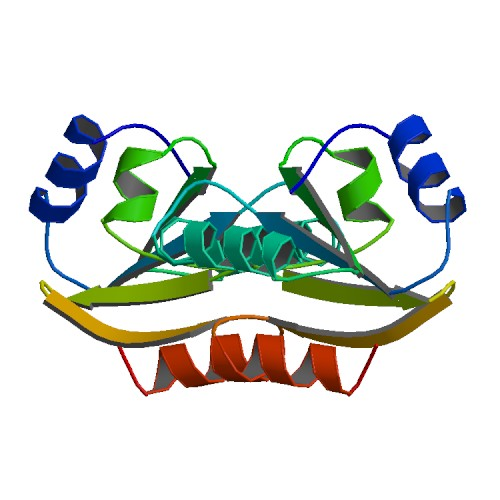
Modelo molecular de cintas de la tiorredoxina, código PDB: 1aiu.

Las tiorredoxinas ("TRX") son proteínas que actúan como antioxidantes, facilitando la reducción de otras proteínas a través de un intercambio tiol-disulfuro en la cisteína. Las tiorredoxinas se encuentran en casi todos los organismos y son esenciales para la vida en los mamíferos. Es una enzima oxidorreductasa de 12 kD  que contiene un sitio activo ditiol-disulfuro. Es ubicua y se encuentra en muchos organismos desde plantas y bacterias a mamíferos. Se han identificado múltiples sustratos in vitro para la tiorredoxina, incluyendo ribonucleasas, coriogonadotropinas, factores de coagulación, receptores de glucocorticoides e insulina. La reducción de insulina es generalmente utilizada como una prueba de actividad.
Las tiorredoxinas se caracterizan a nivel de secuencia de aminoácidos por la presencia de dos cisteínas vecinas formando un motivo CXXC. Estas dos cisteínas son la clave para la capacidad de la tiorredoxina de reducir a otras proteínas. La tiorredoxina también posee una estructura  terciaria característica denominada plegamiento tiorredoxina. Las tiorredoxinas son mantenidas en estado reducido por la flavoenzima tiorredoxina reductasa, en una reacción dependiente de NADPH. Las tiorredoxinas actúan como donantes de electrones para peroxidasas y ribonucleótido reductasa.  Las glutarredoxinas comparten muchas de las funciones de las tiorredoxinas, pero son reducidas por la glutatión reductasa en lugar de una reductasa específica.